# 浅見千代子
浅見 千代子（あさみ ちよこ、1940年4月7日 - ）は、日本の女優、タレント。株式会社アーキテクト所属。
『ダウンタウンのガキの使いやあらへんで!!』の「おばちゃん1号」「キスおばちゃん」「腰フリおばちゃん」として知られる。パンチパーマ頭が特徴。横浜中華街が地元である。

## 人物・来歴
- 1995年、「番組観覧者募集」の広告を見つけたのがきっかけで、スタジオ観覧やドラマのエキストラ出演を始める。
- 『ガキの使いやあらへんで!!』の企画に無表情で出てくれと言われ初出演、松本人志に気に入られ『ガキの使い』に出るようになった。
- 1997年10月頃、『笑っていいとも!』のコーナー、「クイズ・最高おばちゃんに聞け」に出演。この時名札が「ちよこ・55歳」となっていたことから、どうやら当時は年齢を2歳程度鯖読みしていたと思われる。
- 1997年11月23日には、松本プロデュースで七変化に登場。37,000円の寄付金をゲットした。
- 下ネタ好きであり、七変化に登場した時も「スケベ話も、ものすごく好きなんですよ」と発言している。
- 2007年4月21日には都内で行われたイベントで、藤原紀香と結婚したばかりの陣内智則と濃厚キスをした。
- 『ダウンタウンのごっつええ感じ』への出演経験もあり、一企画「ボディコンかあちゃん」に出場し優勝した。
- 2008年に映画『少林老女』にて映画初主演。
- 2014年12月14日、池袋サンシャインシティ噴水広場で「Most Kisses given in thirty seconds（30秒間で何人の人にキスができるか）」の世界記録に挑戦。30秒間で49人にキスをし、2012年にインドで達成された47人の記録を上回りギネス記録を樹立した[1]。
- 2019年12月1日放送の『ガキの使いやあらへんで!!』にて、初めて肉声を披露したと言われているが、正確には1997年11月23日放送で、同番組内の企画の一つである『七変化』にて肉声を発している。

## 主な出演作品

### テレビ
- ダウンタウンのガキの使いやあらへんで!（日本テレビ系）
- ヒロイン誕生!（2005年、テレビ大阪）

#### テレビドラマ
- GTO（1998年、フジテレビ系）
- チープ・ラブ（1999年、TBS系）
- 平成夫婦茶碗スペシャル〜お母さんは風になった…（2000年、日本テレビ系）
- 伝説の教師（2000年、日本テレビ系）
- 池袋ウエストゲートパーク（2000年、TBS系）
- 木更津キャッツアイ（2002年、TBS系） - ものまね教室に通うオバちゃん 役
- 愛なんていらねえよ、夏（2002年、TBS系）
- 夜王 〜YAOH〜（2006年、TBS系）
- バイプレイヤーズ（2017年、テレビ東京系） - 8話 みたらし熟女 富子さん
- 時効警察はじめました（2019年、テレビ朝日系） - 1話 『山菜ラーメンくさむら』のばあちゃん 役

### 映画
- イン・ザ・プール（2005年）
- 妖怪奇談（2007年）
- 少林老女（2008年） - 主演・美代子 役
- TOKYO CITY GIRL (2015年)

### CM
- ユニクロ
- ミニストップ
- UFJニコス - 妻夫木聡と共演。
- スギ薬局
- Janne Da Arcのシングル「月光花」「ダイヤモンドヴァージン」、アルバム『JOKER』
- ORANGE RANGEのアルバム『ORANGE RANGE』（アルバム特設ページにも登場している）
- POMERANIANSのアルバム『レインボークライマー』（撮影の様子）
- 買取りまっくすMAX（KBS京都・サンテレビ・チバテレビ・TOKYO MXにて放送※出演終了）
- O-PUS（宮崎県に本社があるカナヤマが運営のパチンコ・スロット店）
- 日産自動車 日産ドラマinドラマ 謎バカリ シーズン4 バカリくんと7人の美女

### ミュージックビデオ
- EdgePlayer『アジアの純真』（2010年）
- 湘南乃風　PAN DE MIC　(2017年6月21日)

### DVD
- SOUL TRAIN（アミューズソフトエンタテインメント 2007年1月26日） - バイトのオバちゃん 役
- 浅見千代子 天真爛漫（リバプール株式会社 2008年12月19日）
- 矢野通プロデュース『ウルトラCHAOSクイズ』 (新日本プロレス 2017年7月12日)

### CDアルバムジャケット
- SEX MACHINEGUNS （アルバム「キャメロン」、2008年10月8日）

### ゲーム
- OZAWA-KEN+ おばちゃん出ちゃいました!

### ウェブ
- フマキラー「一発命虫」ゲーム
- スカッとゴルフ パンヤのエイプリルフール企画

### その他
- データ放送のコンテンツ「おばちゃん日記」も担当している。
- iPhone&iPod touch向けのお笑いアラームアプリ 『オバハンめざまし』（公式ページ）
- 『タモリのスーパーボキャブラ天国』でも出演している作品がある。
- 『タモリ倶楽部』の空耳アワーで奥田民生と共演した『家、オカン、息子』と言う作品がある。
- 爆乳三国志のデビューシングル「爆乳音頭/爆乳マンイーター」に付属している特典DVDに収録されているショートムービー『爆乳三国志』にも出演している[2]。